# Skrobaczka do szyb

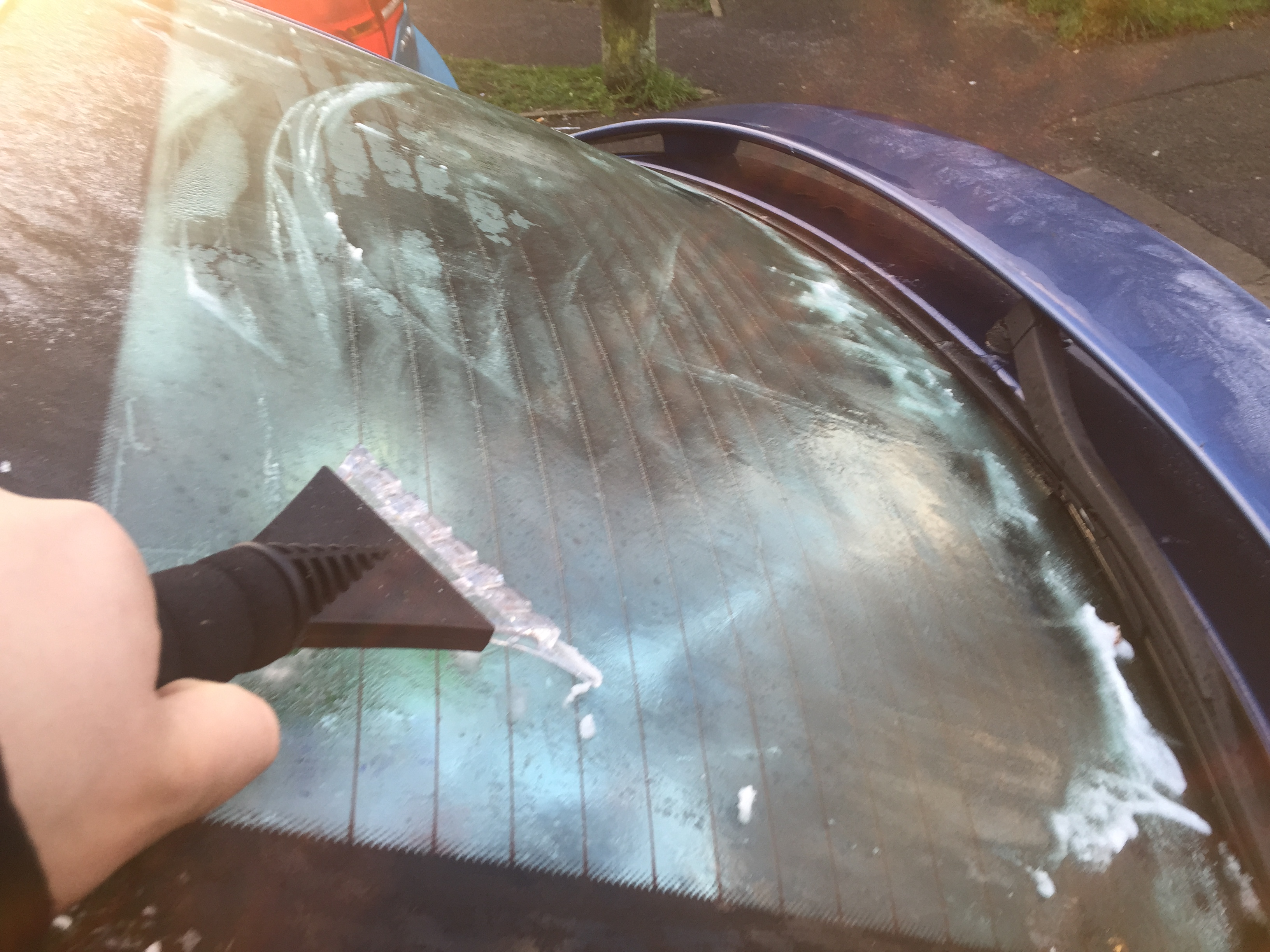
Usuwanie szronu z szyby samochodowej za pomocą skrobaczki.

Skrobaczka do szyb – urządzenie wykorzystywane do pozbycia się lodu, szronu oraz śniegu z szyb pojazdu w sezonie zimowym.
Dostępnych jest wiele modeli – z przedłużoną rączką (do większych aut i samochodów ciężarowych), gumową wstawką do zbierania wody lub dodatkową zmiotką do śniegu.
Rodzaj tworzywa, z którego wykonane jest ostrze skrobaczki definiuje również liczba sezonów, przez którą można jej używać. Najdłuższą żywotność gwarantują metalowe ostrza.
Skrobaczki wykonane z tworzywa sztucznego są tanie i lekkie, a ich cena może wynosić w Polsce nawet kilka złotych, jednak ich jakość jest bardzo niska. Przyrządy wykonane z tego rodzaju materiału często ulegają zniekształceniom lub pęknięciom.
Skrobaczki z ostrzem wykonanym z mosiądzu zdecydowanie sprawniej usuwają lód, a mosiądz nie jest na tyle twardy, aby porysować szybę.
Skrobaczki miedziane są droższe od tworzywa sztucznego, ale jednocześnie efektywniejsze. Ostrze wykonane z tego materiału jest trwałe i charakteryzuje się elastycznością, a co za tym idzie dopasowuje się do szyby, nie rysując jej.